# パタゴニック・フィルム・グループ
パタゴニック・フィルム・グループ（Patagonik Film Group）は、アルゼンチンにある映画製作スタジオである。ウォルト・ディズニー・スタジオ（ウォルト・ディズニー・カンパニー）傘下である。

## 概要
同社は、『エビータ』をはじめとする映画やテレビ番組を製作するために1996年に設立され、ラテンアメリカ最大のスタジオである。

## 歴史
パタゴニック・フィルム・グループは、以降を含め30以上の長編映画を製作しており、その作品は世界的な賞を受賞している。
以来2007年4月ウォルト・ディズニー・カンパニーが会社の重要なシェアを持っている。